# Martin Bjelke
Martin Bjelke, född 1992 i Västerås, är en svensk musikproducent och låtskrivare. Han är mest känd för låtar som "Should've Gone Home" av Måns Zelmerlöw "Du får göra vad du vill med mig" av Norile & KKV, "För Alla Oss" av Unibet och "Sanningen" av Carolina Wallin Pérez. Flera har guld- och platinacertifikat. Bjelke var 19 år när han debuterade i Melodifestivalen.

## Diskografi i urval
- "Should've Gone Home" av Måns Zelmerlöw. Guldettåring Svensktoppen.[5]
- "Du får göra vad du vill med mig" av Norlie & KKV. Allsång på skansen.
- "För Alla Oss" av Unibet. Glenn Hysén sjunger.[6]
- "Sanningen" av Carolina Wallin Pérez. Melodifestivalen 2012.[4]
- "Kys Ham Nu" av Micky Skeel.[7]
- "high." av shades.[8]
- "Thinking Bout You" av Rasmus Hagen.
- "När det måste bli bra" av Tommy Nilsson. Peter Stormare spelar piano.